# 地方公共団体の財政の健全化に関する法律
地方公共団体の財政の健全化に関する法律（ちほうこうきょうだんたいのざいせいのけんぜんかにかんするほうりつ、平成19年6月22日法律第94号）は、地方公共団体の財政の健全化のために、健全性に関する比率を公表し、健全化の計画を策定する制度を定めることに関する日本の法律である。略称は、財政健全化法、自治体財政健全化法、地方公共団体財政健全化法。
2007年（平成19年）6月22日に公布された。

## 概要
1955年（昭和30年）に制定された地方財政再建促進特別措置法（再建法）に代えて、新たに制定された法律である。従来の再建法は赤字額が一定比率を超えた自治体に対する、いわばレッドカードだけの1段階の制度であった。これに対して本法は、実質赤字比率、連結実質赤字比率、実質公債費比率、将来負担比率の4つの指標について毎年度の財政状況をチェックし、早期健全化基準と財政再生基準を超える自治体にそれぞれ財政健全化計画と財政再生計画を策定・実施することを義務づける制度であり、いわばイエローカードとレッドカードの2段階構えで早期の財政再建を図るものである。
また従来あまり触れられることのなかった公営企業に対しても、資金不足比率をチェックし、一定の基準を超える場合にはその公営企業を経営する地方公共団体に経営健全化計画の策定・実施を義務づけた。
財政指標の公表制度については2008年（平成20年）4月1日に先行して施行、その後2009年（平成21年）4月1日に完全施行となった。
財政健全化団体上記4指標のいずれか1つ以上が早期健全化基準を超え、財政健全化計画を策定した地方公共団体をいう。なお財政再生計画を策定すると財政健全化計画が失効するため、財政再生団体は財政健全化団体に含まれない。
財政再生団体将来負担比率を除く3指標のいずれか1つ以上が財政再生基準を超え、財政再生計画を策定した地方公共団体をいう。
経営健全化団体経営する公営企業のいずれかについて、資金不足比率が20%（経営健全化基準）を超え経営健全化計画を策定した地方公共団体をいう。